# Scrobipalpomima
Scrobipalpomima é um gênero de traça pertencente à família Agonoxenidae.